# ميخائيل هودج
ميخائيل هودج (بالإنجليزية: Michael Hodge)‏ هو لاعب اتحاد الرغبي أسترالي، ولد في 27 مايو 1989 في كانبرا في أستراليا.